# Bothriechis thalassinus
Bothriechis thalassinus is een giftige slang behorend tot de familie adders en de onderfamilie groefkopadders.

## Naam en indeling
De wetenschappelijke naam van de soort werd voor het eerst voorgesteld door Jonathan Atwood Campbell en Eric Nelson Smith in 2000.

## Uiterlijke kenmerken
De slang bereikt een lichaamslengte tot ongeveer een meter, de lichaamskleur is groen. De kop is duidelijk te onderscheiden van het lichaam door de aanwezigheid van een insnoering. De slang heeft 21 rijen schubben in de lengte op het midden van het lichaam, zelden 23. Er zijn 60 tot 67 schubben gelegen aan de buikzijde. Onder de staart zijn 161 tot 168 ongepaarde staartschubben aanwezig.

## Verspreiding en habitat
Bothriechis thalassinus komt voor in delen van Midden-Amerika en leeft in regenwoudgebieden tussen de 885 en 1750 meter in oostelijk Guatemala en westelijk Honduras. In Guatemala komt de soort voor in verschillende berggebieden, zoals de Sierra Caral in Izabal en de Sierra del Merendón in Zacapa.

## Levenswijze
Net als andere groefkopadders is Bothriechis thalassinus hoofdzakelijk nachtactief en boombewonend. Prooidieren omvatten met name kikkers en hagedissen. Soms worden ook kleine zoogdieren of vogels gegeten.